# Aangezichtsverlamming van Bell
De aangezichtsverlamming van Bell, ook wel Bellse parese genoemd, is een plotseling optredende perifere verlamming ('parese') van de zevende hersenzenuw, de nervus facialis, de belangrijkste motorische aangezichtszenuw.
Deze verlamming is niet zeldzaam en kan op elke leeftijd optreden. De patiënt merkt bijvoorbeeld bij het opstaan dat zijn gezicht scheef is; een mondhoek hangt naar beneden en het oog aan die kant kan niet goed worden gesloten. (Wanneer alleen de mond aangedaan is, wijst dit op een centrale parese, meestal door een cerebrovasculair accident, een heel ander ziektebeeld). Soms bestaat er ook wat oorpijn aan de aangedane zijde. Breed grijnzen lukt niet symmetrisch, evenmin als fluiten. Bij het dichtknijpen van de ogen lukt dit aan de aangedane zijde niet, en de oogbol rolt zichtbaar naar boven. Ook fronsen leidt tot een asymmetrisch beeld.
Er zijn een aantal bekende mogelijke oorzaken van de uitval van deze hersenzenuw. Soms is het te wijten aan een infectie met een herpesvirus. Een ontsteking door Borrelia burgdorferi, de verwekker van de lymeziekte, komt ook weleens voor. Het is zinvol hierop te testen, omdat deze bacterie kan worden behandeld met antibiotica. Meestal is er echter geen oorzaak aanwijsbaar. De standaard van het Nederlands Huisartsen Genootschap beveelt aan 10 dagen met prednison te behandelen.
De 'echte' Bellse parese, dat wil zeggen een zonder duidelijke oorzaak, wordt veelal behandeld met corticosteroïden in vrij hoge dosering, wat de kans op volledige genezing iets vergroot, en met antivirale middelen tegen herpesvirussen, waarvan echter nooit is aangetoond dat het enig verschil maakt. Vroeger werd er ook wel een decompressieoperatie uitgevoerd van de zenuw waar deze door het benige kanaal in de schedel loopt, eveneens zonder bewezen effect.
In alle gevallen moet er gezorgd worden dat het oog dat niet goed kan worden gesloten niet uitdroogt, door zalf en zo nodig ook door afdekkende verbanden.
Het spontane beloop is vrij gunstig: in 75 tot 85% van de gevallen een volledig herstel in enkele weken tot maanden. Bij de overige 15 tot 25% treedt meestal wel een aanzienlijke verbetering op maar geen volledig herstel. Pas na 9 maanden kan in het algemeen de eindtoestand en de mate van genezing worden beoordeeld.